# Stand by you
„Stand by you” – dwudziesty czwarty singel japońskiego zespołu SKE48, wydany w Japonii 12 grudnia 2018 roku przez avex trax.
Singel został wydany w dziewięciu edycjach: czterech regularnych i czterech limitowanych (Type A, Type B, Type C, Type D) oraz „teatralnej” (CD). Osiągnął 1 pozycję w rankingu Oricon i pozostał na liście przez 22 tygodnie. Singel zdobył status platynowej płyty.

## Lista utworów
Wszystkie utwory zostały napisane przez Yasushiego Akimoto.

### Type A
| CD | CD                                                                    | CD                          | CD                | CD      |
| Nr | Tytuł utworu                                                          | Kompozycja                  | Aranżacja         | Długość |
| -- | --------------------------------------------------------------------- | --------------------------- | ----------------- | ------- |
| 1. | „Stand by you”                                                        | Jun Koami                   | APAZZI            |         |
| 2. | „Kogoeru mae ni” (jap. 凍える前に) (wyk. Team S)                      | Meron Kinoshita, Dr. Lilcom | Dr. Lilcom        |         |
| 3. | „Jimotomin-tachi yo” (jap. 地元民たちよ) (wyk. Aichi Toyota Senbatsu) | Takahiro Furukawa           | Takahiro Furukawa |         |
| 4. | „Stand by you” (off vocal)                                            | Jun Koami                   | APAZZI            |         |
| 5. | „Kogoeru mae ni” (jap. 凍える前に) (off vocal)                        | Meron Kinoshita, Dr. Lilcom | Dr. Lilcom        |         |
| 6. | „Jimotomin-tachi yo” (jap. 地元民たちよ) (off vocal)                  | Takahiro Furukawa           | Takahiro Furukawa |         |

| DVD | DVD | DVD     |
| Nr  | Tytuł utworu                                                                                           | Długość |
| --- | --- | ------- |
| 1.  | „Stand by you” (Music Video)                                                                           |         |
| 2.  | „Kogoeru mae ni” (jap. 凍える前に) (Music Video)                                                       |         |
| 3.  | „10-shūnenkinen Revival „Te o tsunaginagara” kōen” (jap. 10周年記念リバイバル「手をつなぎながら」公演) |         |

### Type B
| CD | CD                                                                             | CD                | CD                | CD      |
| Nr | Tytuł utworu                                                                   | Kompozycja        | Aranżacja         | Długość |
| -- | ------------------------------------------------------------------------------ | ----------------- | ----------------- | ------- |
| 1. | „Stand by you”                                                                 | Jun Koami         | APAZZI            |         |
| 2. | „Ketobashita ato de kuchizuke o” (jap. 蹴飛ばした後で口づけを) (wyk. Team KII) | Tatsu Nagai       | Tatsu Nagai       |         |
| 3. | „Jimotomin-tachi yo” (jap. 地元民たちよ) (wyk. Aichi Toyota Senbatsu)          | Takahiro Furukawa | Takahiro Furukawa |         |
| 4. | „Stand by you” (off vocal)                                                     | Jun Koami         | APAZZI            |         |
| 5. | „Ketobashita ato de kuchizuke o” (jap. 蹴飛ばした後で口づけを) (off vocal)     | Tatsu Nagai       | Tatsu Nagai       |         |
| 6. | „Jimotomin-tachi yo” (jap. 地元民たちよ) (off vocal)                           | Takahiro Furukawa | Takahiro Furukawa |         |

| DVD | DVD                                                                                       | DVD     |
| Nr  | Tytuł utworu                                                                              | Długość |
| --- | ----------------------------------------------------------------------------------------- | ------- |
| 1.  | „Stand by you” (Music Video)                                                              |         |
| 2.  | „Ketobashita ato de kuchizuke o” (jap. 蹴飛ばした後で口づけを) (Music Video)              |         |
| 3.  | „10-shūnenkinen Revival „Seifuku no me” kōen” (jap. 10周年記念リバイバル「制服の芽」公演) |         |

### Type C
| CD | CD                                                                    | CD                | CD                | CD      |
| Nr | Tytuł utworu                                                          | Kompozycja        | Aranżacja         | Długość |
| -- | --------------------------------------------------------------------- | ----------------- | ----------------- | ------- |
| 1. | „Stand by you”                                                        | Jun Koami         | APAZZI            |         |
| 2. | „Iriguchi” (jap. 入り口) (wyk. Team E)                                | Takuya Fujita     | Takuya Fujita     |         |
| 3. | „Jimotomin-tachi yo” (jap. 地元民たちよ) (wyk. Aichi Toyota Senbatsu) | Takahiro Furukawa | Takahiro Furukawa |         |
| 4. | „Stand by you” (off vocal)                                            | Jun Koami         | APAZZI            |         |
| 5. | „Iriguchi” (jap. 入り口) (off vocal)                                  | Takuya Fujita     | Takuya Fujita     |         |
| 6. | „Jimotomin-tachi yo” (jap. 地元民たちよ) (off vocal)                  | Takahiro Furukawa | Takahiro Furukawa |         |

| DVD | DVD                                                                                                  | DVD     |
| Nr  | Tytuł utworu                                                                                         | Długość |
| --- | --- | ------- |
| 1.  | „Stand by you” (Music Video)                                                                         |         |
| 2.  | „Iriguchi” (jap. 入り口) (Music Video)                                                               |         |
| 3.  | „10-shūnenkinen Revival „Ramune no nomikata” kōen” (jap. 10周年記念リバイバル「ラムネの飲み方」公演) |         |

### Type D
| CD | CD                                                                            | CD                | CD                | CD      |
| Nr | Tytuł utworu                                                                  | Kompozycja        | Aranżacja         | Długość |
| -- | ----------------------------------------------------------------------------- | ----------------- | ----------------- | ------- |
| 1. | „Stand by you”                                                                | Jun Koami         | APAZZI            |         |
| 2. | „Arigatō wa iitakunai” (jap. ありがとうは言いたくない) (wyk. Kaori Matsumura) | Shuho Mitani      | Shuho Mitani      |         |
| 3. | „Jimotomin-tachi yo” (jap. 地元民たちよ) (wyk. Aichi Toyota Senbatsu)         | Takahiro Furukawa | Takahiro Furukawa |         |
| 4. | „Stand by you” (off vocal)                                                    | Jun Koami         | APAZZI            |         |
| 5. | „Arigatō wa iitakunai” (jap. ありがとうは言いたくない) (off vocal)            | Shuho Mitani      | Shuho Mitani      |         |
| 6. | „Jimotomin-tachi yo” (jap. 地元民たちよ) (off vocal)                          | Takahiro Furukawa | Takahiro Furukawa |         |

| DVD | DVD                                                                   | DVD     |
| Nr  | Tytuł utworu                                                          | Długość |
| --- | --------------------------------------------------------------------- | ------- |
| 1.  | „Stand by you” (Music Video)                                          |         |
| 2.  | „Arigatō wa iitakunai” (jap. ありがとうは言いたくない) (Music Video)  |         |
| 3.  | „10-shūnen o Aichi de PR kanketsu-hen” (jap. 10周年を愛知でPR 完結編) |         |
| 4.  | „24th Single Music Video Special Movie”                               |         |

### Wer. teatralna
| CD | CD                                                                    | CD                | CD                | CD      |
| Nr | Tytuł utworu                                                          | Kompozycja        | Aranżacja         | Długość |
| -- | --------------------------------------------------------------------- | ----------------- | ----------------- | ------- |
| 1. | „Stand by you”                                                        | Jun Koami         | APAZZI            |         |
| 2. | „Kamisama wa misutenai” (jap. 神様は見捨てない)                       | Masaaki Nishii    | Makoto Wakatabe   |         |
| 3. | „Jimotomin-tachi yo” (jap. 地元民たちよ) (wyk. Aichi Toyota Senbatsu) | Takahiro Furukawa | Takahiro Furukawa |         |
| 4. | „SKE48 24th Single Medley”                                            |                   |                   |         |
| 5. | „Stand by you” (off vocal)                                            | Jun Koami         | APAZZI            |         |
| 6. | „Kamisama wa misutenai” (jap. 神様は見捨てない) (off vocal)           | Masaaki Nishii    | Makoto Wakatabe   |         |
| 7. | „Jimotomin-tachi yo” (jap. 地元民たちよ) (off vocal)                  | Takahiro Furukawa | Takahiro Furukawa |         |

## Skład zespołu
| „Stand by you” |
| --- |
| - Team S: Ryōha Kitagawa, Jurina Matsui (środek) - Team KII: Yuki Arai, Yūna Egō, Mina Ōba, Yuna Obata, Sarina Sōda, Akane Takayanagi, Saki Takeuchi, Yuzuki Hidaka, Nao Furuhata - Team E: Natsuki Kamata, Haruka Kumazaki, Kaho Satō, Ōka Suenaga, Maya Sugawara, Akari Suda |

| „Jimotomin-tachi yo” |
| --- |
| - Team S: Ryōha Kitagawa, Jurina Matsui - Team KII: Yūna Egō, Mina Ōba, Yuna Obata, Ruka Kitano, Sarina Sōda, Akane Takayanagi, Nao Furuhata - Team E: Haruka Kumazaki, Rara Gotō, Maya Sugawara, Akari Suda |

| „Kogoeru mae ni” |
| --- |
| - Team S: Yuzuki Ishiguro, Ruka Inoue, Miku Okada, Yūki Ōtani, Ayuka Kamimura, Yoshino Kitagawa, Ryōha Kitagawa, Marin Sakamoto, Aika Sugiyama, Rika Tsuzuki, Izumi Nakamura, Kano Nojima, Miyo Nomura, Jurina Matsui (środek), Chikako Matsumoto, Suzuran Yamauchi, Juna Yamada |

| „Ketobashita ato de kuchizuke o” |
| --- |
| - Team KII: Shiori Aoki, Yuki Arai, Mikoto Uchiyama, Yūna Egō, Rinka Oshiba, Ayaka Ōta, Mina Ōba (środek), Yuna Obata, Narumi Kataoka, Ruka Kitano, Kotono Shirai, Sarina Sōda, Yumana Takagi, Akane Takayanagi, Saki Takeuchi, Yuzuki Hidaka, Airi Nakano, Nao Furuhata (środek), Kaori Matsumura, Airi Mizuno |

| „Iriguchi” |
| --- |
| - Team E: Honoka Aikawa, Yūka Asai, Reona Ida, Natsuki Kamata, Haruka Kumazaki, Ami Kurashima, Rara Gotō, Makiko Saitō, Kaho Satō, Kohaku Shirayuki, Ōka Suenaga, Maya Sugawara, Akari Suda (środek), Yūki Takahata, Marika Tani, Shiina Hirata, Marina Nishi, Miki Nonogaki, Negai Fukai, Nao Fukushi |

| „Kamisama wa misutenai” |
| --- |
| Piosenka została wykonana przez wszystkie członkinie SKE48 w momencie premiery (poza Reną Isshiki). - Team S: Yuzuki Ishiguro, Ruka Inoue, Miku Okada, Yūki Ōtani, Ayuka Kamimura, Yoshino Kitagawa, Ryōha Kitagawa, Marin Sakamoto, Aika Sugiyama, Rika Tsuzuki, Izumi Nakamura, Kano Nojima, Miyo Nomura, Jurina Matsui, Chikako Matsumoto, Suzuran Yamauchi, Juna Yamada - Team KII: Shiori Aoki, Yuki Arai, Mikoto Uchiyama, Yūna Egō, Rinka Oshiba, Ayaka Ōta, Mina Ōba, Yuna Obata, Narumi Kataoka, Ruka Kitano, Kotono Shirai, Sarina Sōda, Yumana Takagi, Akane Takayanagi, Saki Takeuchi, Yuzuki Hidaka, Airi Nakano, Nao Furuhata, Kaori Matsumura, Airi Mizuno - Team E: Honoka Aikawa, Yūka Asai, Reona Ida, Natsuki Kamata, Haruka Kumazaki, Ami Kurashima, Rara Gotō, Makiko Saitō, Kaho Satō, Kohaku Shirayuki, Ōka Suenaga, Maya Sugawara, Akari Suda, Yūki Takahata, Marika Tani, Shiina Hirata, Marina Nishi, Miki Nonogaki, Negai Fukai, Nao Fukushi |

## Notowania
| Lista                             | Pozycja |
| --------------------------------- | ------- |
| Oricon Weekly Singles Chart       | 1       |
| Billboard Japan Hot 100           | 1       |
| Billboard Japan Hot Singles Sales | 1       |

## Sprzedaż
| Dane wg         | Sprzedaż |
| --------------- | -------- |
| Oricon          | 419 763  |
| Billboard Japan | 533 357+ |